# グレイヴ (シンガーソングライター)
アッシュ・ブルー・グティエレス（Ash Blue Gutierrez、2005年1月20日 - ）は、グレイヴ（glaive）として知られるアメリカ合衆国のシンガーソングライターである。

## 生い立ち
2005年1月20日にフロリダ州で生まれた。父親はプロのポロ選手であり、一家はサラソタ近郊に9年間住んだ後、ノースカロライナ州ヘンダーソンビルに移り住んだ。グレイヴの祖父、ベニー・グティエレスもプロのポロ選手であり、ポロ・ラルフローレンのロゴのインスピレーションとなった人物である。ソロ活動を始める前は、バンドに所属していた。

## キャリア

### 2020年–2021年：『cypress groove』、『all dogs go to heaven』、『then I'll be happy』、『old dog, new tricks』
COVID-19のパンデミックが始まった頃、オンラインで高校に通いながら、自室で音楽のレコーディングを始めた。彼の名前は、2016年のビデオゲーム『ダークソウル3』の武器「グレイブ」に由来しており、2020年4月にこの別名でSoundCloudに最初の曲をアップロードした。後に彼は、自身の名前を「good lord always invoke virtuous energy」の頭文字であると再定義し、これは「even when the sun is dead, will you tell them how hard i tried」のミュージックビデオで示された。彼はDiscordサーバーを通じて他のハイパーポップアーティストと知り合い、SoundCloudでコラボレーションを始めた。彼はすぐにSoundCloudで人気を博し、2020年の夏に彼の曲「sick」を通じて現在のマネージャーであるダン・アワドに見いだされた。その後まもなく、彼はSpotifyの「Hyperpop」プレイリストに定期的に登場するようになり、インタースコープ・レコードと契約した。
2020年8月5日にシングル「clover」をリリース。11月13日には、デビューEP『cypress groove』の4枚目にして最後のシングルとなる「eyesore」をリリースした。同月11月19日、1週間で書き上げてレコーディングしたEPがインタースコープ・レコードからリリースされた。エリックドアとのコラボEP『then I'll be happy』のリード・シングル「cloak in dagger」は2021年1月21日にリリースされた。彼の曲「astrid」のミュージックビデオは2月に公開された。セカンドEP『all dogs go to heaven』のリードシングル「i wanna slam my head against the wall」は3月にリリースされた。4月にはAldnと「What Was the Last Thing U Said」でコラボし、6月にはレンフォーショートのEP『off sent dominique』収録のシングル「fall apart」にフィーチャーされた。同月、『all dogs go to heaven』のセカンドシングル「detest me」をリリースし、7月にはサードシングル「bastard」をリリースした。8月初旬にEPをリリースし、10月にはエリックドアとのコラボEP『then I'll be happy』をリリースした。その後、彼らはミッドウェスト、aldn、アンダースコアズと共に北米ツアーを行った。11月には、『all dogs go to heaven』のデラックス版『old dog, new tricks』のリードシングル「prick」をリリースし、2022年1月にはさらに4曲を追加してリリースされた。

### 2022年–2023年：初のヘッドライニングツアーと『i care so much that i don't care at all』
2022年2月の3週間にわたり、グレイヴは『old dog, new tricks』をサポートする初のヘッドライニングツアーを行い、aldnとミッドウェストがオープニングアクトを務めた。6月には、ザ・キッド・ラロイの「The End of the world Tour」のオープニングアクトとして、また独立したアーティストとしてヨーロッパツアーを開始した。同月、シングル「minnesota is a place that exists」をリリースし、秋に2度目の北米ツアーを行うことを発表した。同月末、シングル「three wheels and it still drives!」をリリースした。
グレイヴのデビュー・スタジオ・アルバム『i care so much that i don't care at all』は2023年7月14日にリリースされた。アルバムのリードシングル「as if」は4月28日にリリースされ、ティモシー・シャラメが2016年の舞台『Prodigal Son』で演じた際の音声をサンプリングしている。5月1日、グレイヴはアルバムをサポートする3度目の北米ツアーを発表し、オリガミ・エンジェル、オソ・オソ、Polo Perksがサポートアクトを務め、7月27日から8月19日まで開催された。5月17日、グレイヴはセカンドシングル「i'm nothing that's all i am」をリリースした。2023年6月5日には、アルバムをサポートする2度目のヨーロッパツアーを発表し、11月11日から21日まで開催された。6月7日には、アルバムで2曲目となるミュージックビデオが制作されたサードシングル「all i do is try my best」をリリースした。6月30日、グレイヴはアルバムで3曲目のミュージックビデオが制作された4枚目のシングル「the car」をリリースした。

### 2024年–現在：『a bit of a mad one』、インタースコープからの独立、『May It Never Falter』、『Y'all』
2024年1月26日、グレイヴは今年初のシングル「huh」をリリースした。この曲はアラスカ州ホープでレコーディングされた。
2月2日、グレイヴは「even when the sun is dead, will you tell them how hard i tried」をリリースした。この曲も、来るEPの他の曲と共にアラスカ州ホープでレコーディングされた。EPからの最後のシングル「i don't really feel it anymore」は2月16日にリリースされた。自己編集のミュージックビデオを含む成功したソーシャルメディアキャンペーンの後、4枚目のソロEP『a bit of a mad one』は2月23日にリリースされた。
3月12日、グレイヴはプライベートのX（旧Twitter）アカウントglaiv4で、次のアルバム制作のためにアイスランドに旅行する計画であると発表した。5月3日、彼はTwitchのライブストリームで、アルバムのタイトルが『By Birthright』になることを明かした。5月10日、彼はアルバム未収録のシングル「tijuana freestyle」を自己監督のミュージックビデオと共にリリースした。6月14日、彼とウェールズのミュージシャンKurtainsはシングル「Just Not Sure」をリリースし、これは後にKurtainsのEP『florence fields』に収録された。
6月24日、プライベートのXアカウントで、もはやインタースコープ・レコードに所属しておらず、現在はインディペンデントアーティストであることを認めた。彼はXに次のように投稿した。「ところで、もう二度とレーベルはない」。彼は後にメインのXアカウントでさらに詳しく説明した。「メインではツイートしなかったけど、もうレーベルはない。彼らが僕に何か悪いことをしたわけじゃなくて、ただ自分のものを永遠に所有したいだけなんだ。愛を込めて」。
8月18日、グレイヴはセカンドスタジオアルバムのタイトルが当初予定されていた『By Birthright』ではなく、『May It Never Falter』になることを正式に発表した。彼はその後数週間にわたってアルバムからの様々な曲のスニペットをソーシャルメディアページに投稿した。当初、アルバムからのシングルはないと述べていたが、10月4日にKurtainsとのシングル「Live & Direct」を1曲リリースした。『May It Never Falter』は1週間後の10月11日に正式にリリースされた。
2025年1月8日、グレイヴは『May It Never Falter』をサポートするヘッドライニングツアーを開始した。アリゾナ州フェニックスでのツアー初公演で、彼は「昨年末に作ったアルバムからの曲」である未発表曲「Modafinil」を演奏し、「いつか出るだろう」と述べた。他の2つの未発表曲「We Don't Leave the House」と「Foreigner」もこのツアーで演奏された。
4月17日、アシュビルでDazegxd、エリックドア、ジェーン・リムーバーと共に行ったチャリティーコンサートの後、グレイヴはファンに3枚目のスタジオアルバムのタイトルが『Y'all』になることを発表し、未発表曲「Asheville」と「Weird」を披露した。
7月10日、彼は「Asheville」が『y'all』からのリードシングルとして7月18日にリリースされることを発表した。

## 音楽性
グレイヴの音楽はしばしばハイパーポップと評されてきた。彼自身は自分の音楽を「ストレートなポップソング」であり、「ハイパーな要素は何もない」と説明しており、彼の音楽がハイパーポップと分類されるのは、ハイパーポップを作る他の人々と関連付けられている結果だと述べている。彼はまた、トラップやエモ・ラップの要素をDIY精神で取り入れた、よりアンダーグラウンドで主に10代のハイパーポップの派生ジャンルであるデジコアのパイオニアとも見なされている。彼の音楽にはミッドウェスト・エモ、エモ、グリッチ、ポップ・パンク、ヒップホップ、トラップ、EDM、インディー・ロックの要素が含まれている。彼は自身の音楽を「イライラしたり怒ったりすること」についてだと説明し、ヒップホップのプロダクションにインスパイアされていると述べている。彼の歌詞は、疎外感やメンタルヘルスといったテーマを扱っている。
『The Fader』のコリン・ジョイスはグレイヴの曲を「ジャンルを飛び越え」「自信に満ちている」と評し、『Pigeons and Planes』はグレイヴが音楽に対して「自由奔放なアプローチ」を取り、「構成とメロディの才能」を持っていると書いた。『Vulture』のジャスティン・クルトはグレイヴの歌詞を「痛々しいほど正直」と呼び、『ローリング・ストーン』のジェフ・イハザはグレイヴが「明晰な脆弱性の才能」を持っていると書いた。『ビルボード』のアンドリュー・ウンターバーガーはグレイヴを「最先端のポップアーティスト」と呼び、『ヴァイス』のデイジー・ジョーンズは彼のサウンドを「甘く、感情的で直感的」だと述べた。

## 私生活
グレイヴはバイセクシャルである。彼は『i care so much that i don't care at all』、特に「as if」で自身のカミングアウトやアイデンティティについて触れている。

## ディスコグラフィ
スタジオ・アルバム
- 『i care so much that i don't care at all』（2023）
- 『May It Never Falter』（2024）
- 『y'all』（2025）